# 枝背海牛總科
枝背海牛總科為腹足綱枝鰓類下的一個總科。這個分類元在不同文獻有紀錄作亞目級或小目級（Parvorder）的分類。本分類元之下原來只有三歧海牛總科（Tritonioidea）這一個總科，但從2017年新的分類開始，多個科從原來的三歧海牛總科分拆出來，現時三歧海牛總科之下只餘下三歧海牛科（Tritoniidae）一個科。
Wägele & Willan (2000)的研究總結出本亞目為單系群，儘管這結果為更早期的研究所質疑：Healy & Willan (1991)是從整個裸鰓類物種的精子的形態學研究結果而提出這個質疑。
根據布歇特和洛克羅伊的腹足類分類 (2005年)，本支序的組成基本上仍遵從Boss (1982)的分類；而Boss (1982)的分類又是基於Odhner (1968)的研究結論。在2017年《布歇特等人的腹足類分類》，本支序被定為枝鰓亞目之下的一個總科。

## 分類
本總科包含下列各科：
- 枝背海牛科（英语：Dendronotidae） Dendronotidae Allman, 1845
- Dotidae（西班牙语：Dotidae） Gray, 1853
- Hancockiidae（英语：Hancockiidae） MacFarland, 1923
- Lomanotidae（英语：Lomanotidae） Bergh, 1890
- Scyllaeidae（英语：Scyllaeidae） Alder & Hancock, 1855
- Tethydidae（英语：Tethydidae） Rafinesque, 1815